# Lentis
Lentis is de overkoepelende naam van geestelijke-gezondheids- en ouderenzorg in de Nederlandse provincies Groningen, Friesland en Drenthe. 
Lentis is ontstaan uit GGz Groningen, dat op zijn beurt ontstaan is uit een fusie van de psychiatrische ziekenhuizen Dennenoord (Zuidlaren), Groot Bronswijk te Wagenborgen, RIAGG Groningen  (een dependance van Dennenoord) en RIBW Groningen.
Dennenoord werd opgericht in 1895 door de Vereniging tot Christelijke Verzorging van Krankzinnigen en Zenuwlijders. Groot Bronswijk, tot 1960 Vereniging Tot Christelijke Liefdadigheid (TCL) geheten, was aanvankelijk een instelling voor de armen en zwakkeren en werd in 1873 opgericht door de gebroeders Jan en Wolter Brons en hun zus Trijntje Brons. Na 1960 richtte de zorg binnen Groot Bronswijk zich op de psychiatrische zorg.

## Cijfers

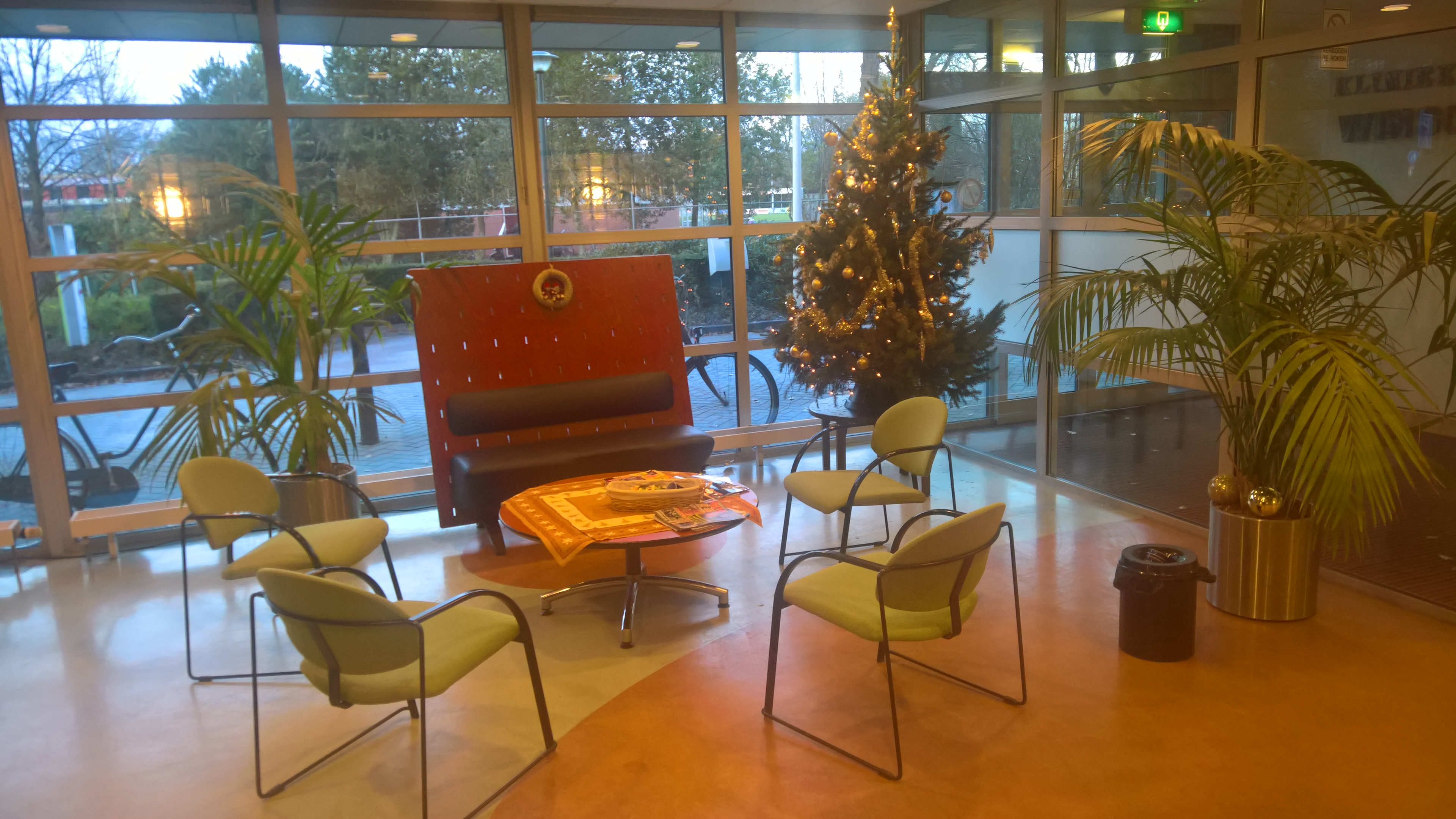
Lentis Winschoten in kerstsfeer (2017)

Jaarlijks komen zo'n 18.000 mensen met psychische en psychiatrische problemen en ongeveer 2800 mensen met ouderenproblematiek (cijfers 2013) in zorg bij Lentis. Hierbij geldt dat patiënten zo veel mogelijk de regie over hun eigen behandeling houden. Er werken zo’n 4200 mensen bij Lentis (in fte’s is dat 3100).

## Hulpaanbod
Lentis Volwassenenpsychiatriebiedt allerlei soorten hulp aan jongeren en volwassenen tot 65 jaar die psychische of psychiatrische problemen hebben. Het kan gaan om lichte of om zwaardere problemen die het gewone leven verstoren. Voorbeelden zijn angst, rouwproblemen, eenzaamheid, eetproblematiek, depressie en bipolaire stoornissen.
Basis ggz Lentisis voor volwassenen met lichte tot matige psychische problematiek of voor mensen met langdurende psychische problematiek die goed willen blijven functioneren.
Dignisde ouderentak, biedt kwetsbare en afhankelijke ouderen die aangewezen zijn op zorg, een onderkomen.
Jonx(vooral) de jongerentak, helpt kinderen en jongeren met psychiatrische problematiek. En betrekken daarin hun ouders of verzorgers. Jonx biedt ook hulp aan volwassenen met een autismespectrumstoornis (ASS).
Forint(forensische ggz en intensieve psychiatrie) is er voor de  groep mensen die complexe en vaak langdurige psychiatrische problemen hebben. Als gevolg daarvan vertonen ze delictgedrag of ander grensoverschrijdend gedrag. Forint werkt samen met justitie en beheert de tbs-kliniek Van Mesdag.
Verwijzers kunnen vanuit de hele provincie Groningen dag en nacht terecht bij de Lentis Crisisdienst. Dat kan telefonisch, thuis of op een van de locaties.

## Vestigingen
Lentis heeft ruim 100 locaties in de provincies Groningen, Drenthe en Friesland: Delfzijl, Drachten, Emmen, Finsterwolde, Groningen, Hoogeveen, Hoogezand, Oude Pekela, Stadskanaal, Uithuizen, Veendam, Winschoten en Zuidlaren.

## Zwarte bladzijden in geschiedenis

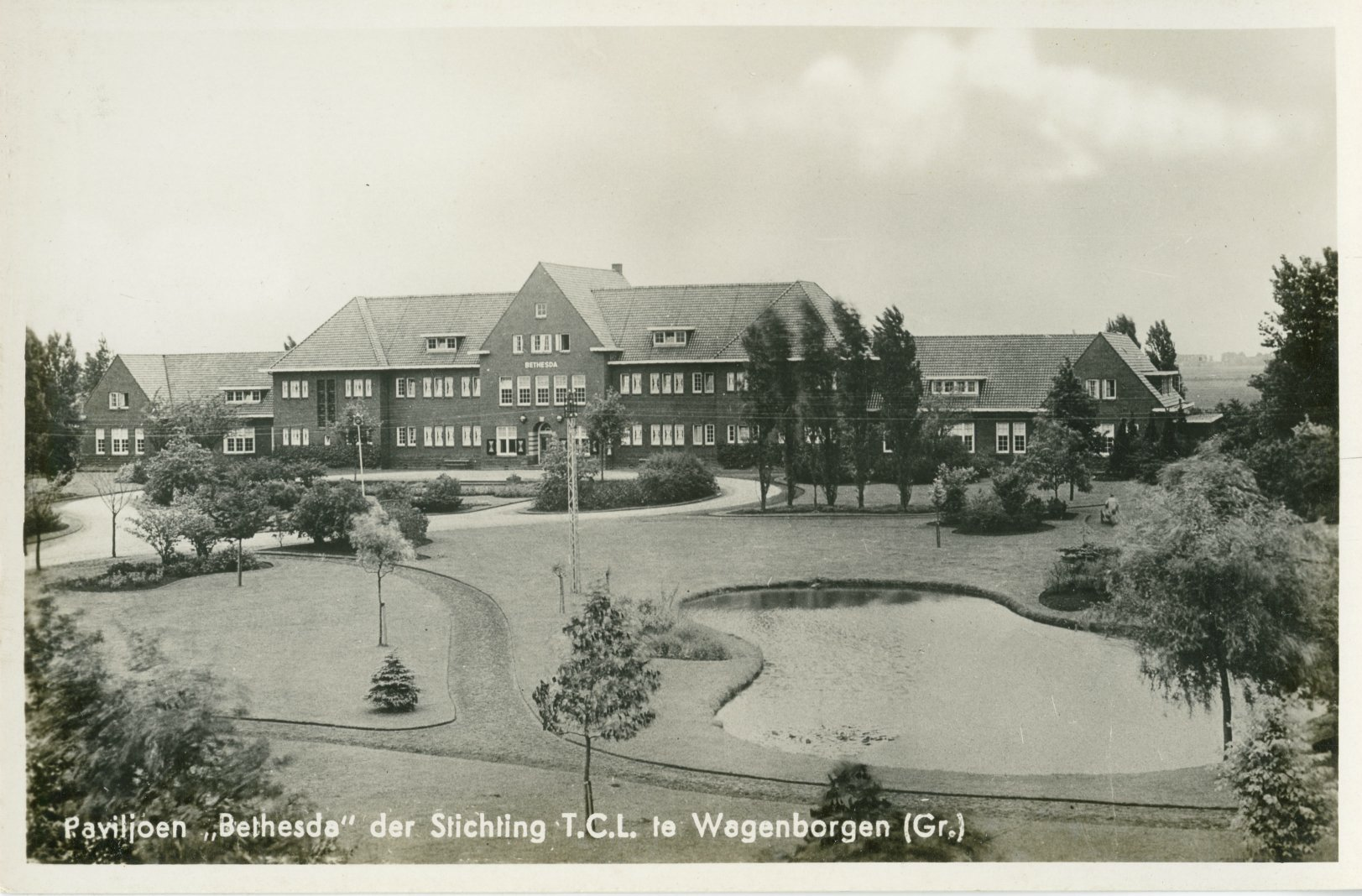
Groot Bronswijk - "Paviljoen Bethesda" (1940)

- Deportatie van vier Joodse bewoners van Groot Bronswijk. Op 9 maart 1943 werden vier Joodse bewoners van de Stichting Groot Bronswijk weggehaald, om via Westerbork naar het vernietigingskamp Sobibór in Polen te reizen. Hier werden Betje en Sientje Stoppelman, Heintje Levie en Heiman Aptroot op vrijdag 13 maart, direct na aankomst in het kamp, vergast. Jaarlijks vindt een herdenking plaats op het terrein van voormalig Groot Bronswijk dat in 2004 is opgeheven.
- Ontruiming Dennenoord op bevel van bezetter voor de vestiging van een oorlogshospitaal. In de nacht van 27 op 28 maart 1945 vertrok een trein van Vries naar eindbestemming Franeker. In de trein zaten 528 patiënten en een paar verplegenden van Dennenoord. Na een zware tocht werden ze opgevangen waar ze werden ondergebracht in allerlei gebouwen. Uiteindelijk overleden 56 patiënten van Dennenoord. Op 27 maart 2013 is op het terrein van Dennenoord in Zuidlaren een standbeeld onthuld als blijvende herinnering aan de evacuatie.
- Brand in Paviljoen Salem (Groot Bronswijk). In 1970 vond een omvangrijke brand plaats in paviljoen Salem met zeventien dodelijke slachtoffers. Op 24 oktober om 21.30 uur ontstond de brand in de serre. In het gebouw bevonden zich toen 118 patiënten. De brand heeft diepe wonden achtergelaten in het dorp Wagenborgen. Een gevolg van de brand was dat de bouwvoorschriften zijn verscherpt.